# Greifswald (stacja kolejowa)
Greifswald – stacja kolejowa w Greifswald, w kraju związkowym Meklemburgia-Pomorze Przednie, w Niemczech. Znajdują się tu 2 perony.